# Oskar Mahrenholtz
Oskar Mahrenholtz (* 17. Mai 1931 in Ostrhauderfehn; † 6. April 2020) war ein deutscher Ingenieur, Wissenschaftler und Hochschullehrer.

## Werdegang
Mahrenholtz absolvierte zunächst eine Lehre als Schmied und dann von 1951 bis 1954 die Ausbildung zum Ingenieur Maschinenbau an der damaligen Ingenieurschule Hamburg. Anschließend studierte er von 1954 bis 1958 in Göttingen und an der Technischen Hochschule Hannover Wärme- und Verfahrenstechnik. In Hannover arbeitete er in den folgenden acht Jahren zunächst als Wissenschaftlicher Assistent am Institut für Mechanik, das von Eduard Pestel geführt wurde und an dem er unter anderem mit Horst Lippmann zusammenarbeitete; 1966 wurde Mahrenholtz Ordentlicher Professor und gleichzeitig Direktor des Instituts für Mechanik, das nunmehr zwei Lehrstühle umfasste. 1982 folgte er einem Ruf auf den Lehrstuhl für Mechanik und Meerestechnik an der Technischen Universität Hamburg-Harburg, wo er die Leitung des Arbeitsbereichs Meerestechnik II (Strukturmechanik) übernahm. 1996 wurde er emeritiert, hielt aber noch bis 2005 Lehrveranstaltungen ab.
Schwerpunkte seiner wissenschaftlichen Arbeit waren Plastomechanik, Maschinendynamik, Aeroelastizität, Eismechanik, Wellenbelastung von Meeresbauwerken und Biomechanik. Mit Gastprofessuren an Universitäten in Indien, Japan, Kanada und Belgien wurden diese Arbeiten auch international anerkannt. Mahrenholtz war Mitherausgeber zahlreicher wissenschaftlicher Zeitschriften.
Als Gründungsgesellschafter der Mahrenholtz + Partner Ingenieurgesellschaft mbH und der m+p international Mess- und Rechnertechnik GmbH betrieb er aktiv den Transfer neuester ingenieurwissenschaftlicher Erkenntnisse in die anwendungsorientierte Praxis.
Daneben nahm Mahrenholtz zahlreiche leitende Stellungen in wissenschaftlichen Gremien ein. Von 1973 bis 1979 war er Mitglied des Wissenschaftsrates, von 1983 bis 1989 Vizepräsident der Deutschen Forschungsgemeinschaft. Von 1990 bis 1992 stand er an der Spitze der Gesellschaft für Angewandte Mathematik und Mechanik; zugleich war er von 1989 bis 2001 Delegierter der Bundesrepublik Deutschland im NATO Science Committee.

## Ehrungen
- 1977: Ernennung zum ordentlichen Mitglied der Braunschweigischen Wissenschaftlichen Gesellschaft[2]
- 1990: Verdienstkreuz 1. Klasse der Bundesrepublik Deutschland
- 1998: Großes Verdienstkreuz des Verdienstordens der Bundesrepublik Deutschland
- 1992: Ehrendoktor der Universität des Saarlandes
- 1996: Ehrendoktor der Universität Rostock
- 1999: Ehrendoktor der Technischen Universität Krakau
- 2008: Ehrendoktor der Universität Bremen